# Gmail
Gmail (abréviation de Google Mail) (couramment prononcé /ʒemɛjl/ en français européen, en anglais américain /ˈd͡ʒiˌmeɪl/) est un service de messagerie électronique, gratuit pour les particuliers, proposé par Google. Les messages reçus sur un compte Gmail peuvent être lus via un client de messagerie, une application mobile ou avec un navigateur web. Certaines fonctionnalités du service ne sont cependant accessibles qu’à travers le navigateur web.
L'adresse Gmail sert généralement d’identifiant pour l'authentification à de nombreux services proposés par Google (YouTube, Blogger, Android, Google Play Store , etc.), justifiant son slogan Tout Google avec un seul compte. Les utilisateurs de Gmail ne l'utilisent donc pas nécessairement pour échanger des courriers électroniques, mais simplement pour accéder à leur compte Google.
À son lancement le 1er avril 2004, l’inscription nécessitait une invitation. Deux ans plus tard, la version bêta est ouverte au public. À l’époque, la capacité initiale était de 1 Go, et a augmenté régulièrement jusqu'au 13 mai 2013, date à laquelle Google décide d'unifier les espaces de stockage de ses différents services. Il est possible, en payant, d'augmenter son espace de stockage.
En mai 2012, Gmail dépasse Hotmail et Yahoo! mail en nombre de comptes. Cependant, la comparaison des chiffres est biaisée, car de nombreuses adresses Gmail sont considérées comme actives alors qu'elles sont créées automatiquement en même temps que le compte Google et ne servent qu'à l'authentification. En octobre 2018, Google revendique 1,5 milliard d'utilisateurs actifs dans le monde.

## Service

### Interface
L'interface Web disponible dans 40 langues emploie les technologies JavaScript et AJAX, et est aussi disponible en « HTML simplifié ».

### Filtres, libellés et onglets
Gmail articule son utilisation autour des filtres et des libellés. Des caractères sont utilisés pour effectuer des fonctions de recherche, un « | » pour ou, un « espace » pour ET, un « - » pour non et des « ( ) » pour regrouper des mots. Le joker « * » ne fonctionne pas.
- Un filtre est un outil d’automatisation de tâches à la réception d’un courrier électronique. Il est possible d’archiver le courrier ou le laisser dans la boîte de réception et le marquer comme lu. 
Un filtre peut être activé par une adresse électronique, un objet ou un contenu particulier.

- Les étiquettes apposées aux courriers électroniques remplacent les dossiers. 
Au lieu de ranger physiquement certains courriers dans des dossiers, on leur applique un ou plusieurs libellés qui leur permettent d’être virtuellement dans plusieurs dossiers (un même message peut appartenir à différents libellés). 
Par défaut, les courriers entrants de plusieurs adresses différentes se voient apposer un libellé en fonction de leur adresse de provenance. Ensuite, l’utilisateur peut créer et organiser ses propres libellés. 
Couplé aux filtres, ce système permet d’archiver et apposer un libellé sans marquer le message comme lu. L’utilisateur sait ainsi combien de courriers sont non-lus sous un libellé particulier sans pour autant que ces messages soient présents dans la boîte de réception. Une newsletter d’entreprise, qu’on veut pouvoir lire de temps en temps, mais qu'on souhaite voir archivée immédiatement peut ainsi être rangée à l’aide du libellé « entreprise » et archivée dès sa réception à l’aide d’un filtre. 
La « barre de libellé » sur le côté gauche de l’écran permet la navigation entre ces libellés. La boîte de réception est en réalité elle-même un libellé apposé par défaut aux courriers entrants avant archivage.
- Les onglets[9] de la boîte de réception permettent de classer les messages en différentes catégories. Les catégories de bases sont :
  - Principal : message des amis et des proches, ainsi que ceux qui n’apparaissent pas dans les autres onglets.
  - Social : regroupe les messages reçus provenant des réseaux sociaux, des sites de partages de fichiers multimédias, des sites de rencontres en ligne, des plates-formes de jeux et d’autres sites web sociaux.
  - Promotions : englobe tous les messages commerciaux, comme les offres spéciales, ainsi que les autres types de promotions reçues.
  - Mise à jour : notifications, telles que des confirmations, des reçus, des factures ou des relevés.
  - Forums : messages provenant de groupes en ligne, de forums, de discussions et de listes de diffusions.

Cette nouvelle fonctionnalité a été mise en place en 2013 en France et elle apparait automatiquement. Cependant, il est possible de modifier facilement l'onglet dans lequel se trouve le courriel.

### Agrégateur de courrier
Comme beaucoup de clients de messagerie, Gmail se propose de récupérer les courriers hébergés chez d’autres fournisseurs suivant le protocole POP3. Cela signifie que ces courriers seront lisibles dans Gmail comme s’ils avaient été directement envoyés vers le compte Gmail. Ces courriers sont ensuite différenciés par l’apposition d’un libellé traduisant leur provenance et permettant à l’utilisateur de voir d’un coup d’œil si un courrier a été adressé à son adresse Gmail personnelle, à son adresse professionnelle ou à toute autre adresse électronique.
Gmail permet également d’envoyer ses courriers en utilisant une autre adresse d’expédition, dès lors qu’il s’agit d’une adresse possédée par le détenteur du compte. L'adresse du compte gmail apparaîtra par défaut dans les en-têtes du message. Cependant une configuration SMTP associée à une modification des paramètres permet d'utiliser cette autre adresse en adresse principale.

### Fonctionnalités supplémentaires
- Regroupement en conversation des courriels ayant le même objet : un courriel et ses multiples réponses, re-réponses
- Fonction de suivi permettant de suivre un ou plusieurs messages grâce à une page spéciale
- Possibilité d’effectuer des recherches sur le contenu et le titre des messages
- Reconnaissance automatique des spams et rangement dans un dossier Spam sans besoin de configurer
- Fonction de chat (y compris chat vidéo) depuis février 2006, compatible avec une grande majorité de navigateurs, quel que soit le système d’exploitation sans avoir à installer de logiciel sur l’ordinateur
- Un affichage des miniatures : lorsque vous recevez une image plus grande que la définition de l’écran, celle-ci est recadrée pour s’adapter à la taille de l’écran
- Téléchargement des pièces jointes multiples en une fois dans une archive zippée
- Répondeur automatique
- Enregistrement automatique et régulier d’un message en cours de frappe, pour minimiser les pertes lors d’une éventuelle déconnexion
- Le caractère « . » inséré dans l’adresse principale, permet de se créer de nombreuses adresses (alias) à partir de son adresse principale[10]. Les alias peuvent recevoir les filtres et libellés[11]. De même la casse permet d’augmenter les alias[12]
- Une adresse peut indifféremment avoir comme nom de domaine « @gmail.com » ou « @googlemail.com (Anciennement) »[12].
- Les alias de l’adresse Gmail peuvent être créés à l’infini[13] en ajoutant le signe « + » après l’adresse principale de Gmail. Par exemple, l’adresse principale est wikipédia@gmail.com, les alias sont wikipédia+…@gmail.com. Certaines messageries ne peuvent pas envoyer des courriels à un destinataire possédant une adresse de courriel contenant le signe « + »[14].

### Protocoles supportés par Gmail
- POP3 pour récupérer ses courriels sur un logiciel de messagerie électronique, de manière sécurisée grâce au protocole SSL ;
- IMAP pour récupérer ses courriels, les réorganiser ou en envoyer d'autres sur son compte Gmail avec un logiciel de messagerie électronique (depuis le 25 octobre 2007) ;
- SMTP pour envoyer des courriels depuis un logiciel de messagerie électronique ;
- HTTPS pour sécuriser la connexion à l’interface ;

Gmail semble être le seul, ou un des seuls, fournisseur de boites aux lettres électronique grand public qui chiffre le message d'un bout à l'autre de la chaîne. En effet la connexion est chiffrée par une clé de 128 bits entre l'usager et les serveurs de Gmail (que ce soit via l'interface web (Internet) sécurisée en HTTPS ou HTTP ou via un client de messagerie qui utilisera du SMTPS). Puis pour transmettre le message au serveur SMTP du destinataire, si celui-ci le permet, Gmail utilise un chiffrement TLS.
Les messages sont cependant en clair à un endroit de leur parcours, le temps de leur analyse statistique par les algorithmes de Google permettant de cerner les centres d'intérêt des correspondants.

### Capacité
À sa création en 2004, la capacité de stockage était de 1 Go. Gmail présentait alors cette capacité importante comme la garantie de ne plus jamais avoir besoin de supprimer des courriels.
La capacité a par la suite été revue à la hausse plusieurs fois pour atteindre 15 Go (gratuits ; il est possible de bénéficier d'une plus grande capacité de manière payante).
Le 13 mai 2013, Google annonce l'unification des capacités de stockage de ses différents services, avec une capacité de 15 Go par défaut. La capacité des boites Gmail n'augmente donc plus et dépend désormais également de l'utilisation des autres services par l'utilisateur.
La présentation initiale, garantissant aux utilisateurs de ne plus jamais avoir à supprimer de courriels, est donc devenue trompeuse : en prenant l'habitude de ne rien supprimer, les utilisateurs qui dépassent les 15 Go sont devenus des clients payants de Google. L'impact écologique du stockage de courriels, vivement encouragé par cette pratique consistant à ne rien supprimer, est également critiquable.
Évolution de la capacité :
- 1er avril 2005 : 2 000 Mo
- 1er avril 2007 : 2 835 Mo
- 12 octobre 2007 : 2 912 Mo
- 23 octobre 2007 : 4 321 Mo
- 4 janvier 2008 : 6 283 Mo
- 20 octobre 2008 : 7 254 Mo
- 24 avril 2012 : 7 704 Mo
- 25 avril 2012 : 10 240 Mo
- 14 juin 2013 : 10 366 Mo
- 15 juin 2013 : 15 000 Mo

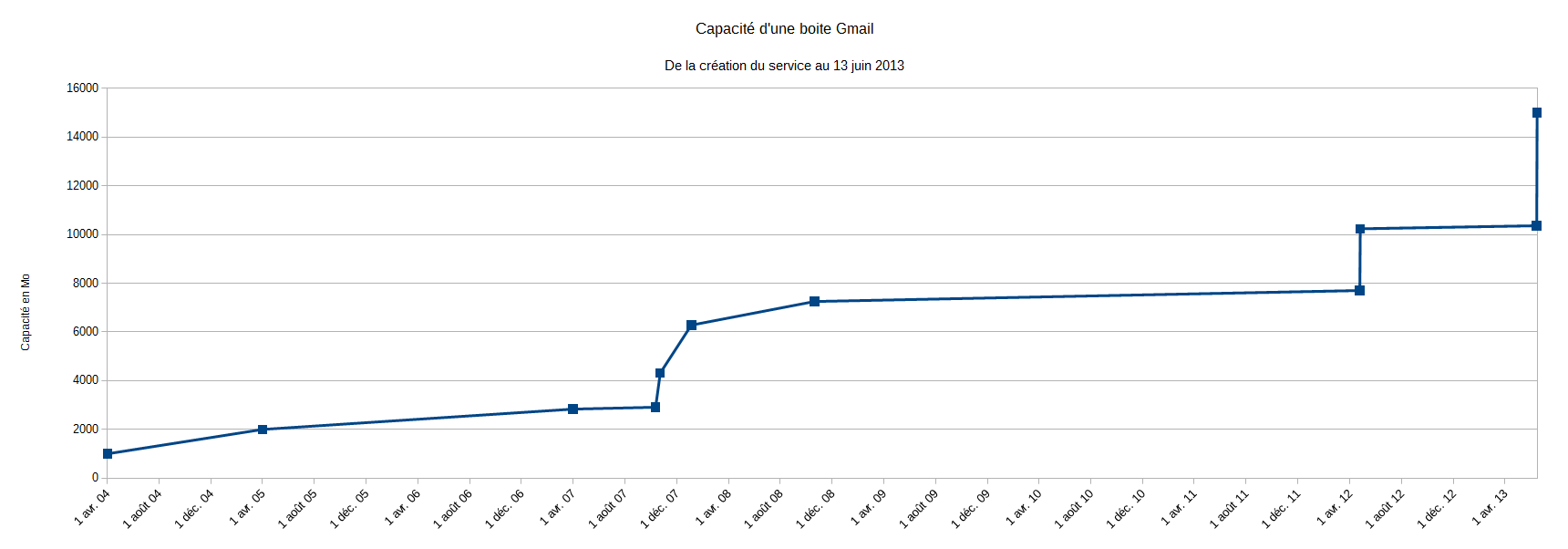
Évolution de la capacité de Gmail.

La taille maximale des pièces jointes est de 25 Mo, mais un couplage avec Google Drive permet d'obtenir le même effet qu'une pièce jointe d'une taille allant jusqu'à 10 Go.

## Histoire

### Genèse
Google développe son service de messagerie Gmail durant plusieurs années avant de le présenter au public. Le projet, qui porte le nom de code « Caribou », est confié à Paul Buchheit en août 2001. Celui-ci a déjà travaillé sur un projet de service de messagerie accessible depuis un navigateur web avant de rejoindre Google en 1999. La fonction de recherche est la première fonctionnalité mise en place. Buchheit réutilise celle développée pour Google Groupes, dont les performances pousseront Google à offrir une capacité de stockage de 1 Go aux utilisateurs lors du lancement de Gmail. Durant sa phase de développement, le service suscite le scepticisme au sein de l'entreprise, la messagerie n'ayant rien à voir avec le moteur de recherche Google, qui a fait connaître la firme, mais les fondateurs Larry Page et Sergey Brin lui apportent leur soutien.
Paul Buchheit est épaulé par l'ingénieur Sanjeev Singh et par une petite équipe comptant au maximum une douzaine de personnes. À partir de 2003, Kevin Fox élabore l'interface du service. Afin de présenter une interface plus réactive que celle des services classiques développés en HTML, il tire parti de techniques de développement web qui seront désignées par le terme Ajax (Asynchronous JavaScript and XML). Google choisit de proposer au public un service gratuit, financé par de la publicité. La firme ne souhaite pas présenter des bannières publicitaires et opte pour des annonces textuelles ciblées. Début 2004, le service est utilisé en interne par les employés de Google. Sa date de lancement est fixée au 1er avril. Gmail est initialement disponible sur invitation, l'entreprise n'ayant pas encore déployé les serveurs nécessaires afin d'accueillir des millions d'utilisateurs.

### Évolutions
Depuis sa création le 1er avril 2004, le service Gmail a évolué plusieurs fois :
En Angleterre, à la suite du procès intenté par une société exploitant un nom de domaine similaire, Google a été contraint de modifier sa marque « Gmail » en « Google Mail » à partir d'octobre 2005. Ce fait s’est reproduit en Allemagne en février 2007.
Lors du lancement du service, il était nécessaire d’être invité par un utilisateur disposant déjà d’un compte. À partir du 9 août 2006, il fut possible de créer des comptes sans parrainage en Australie et en Nouvelle-Zélande, et au Japon le 23 août 2006. En Égypte le 3 décembre 2006. Le 7 février 2007 en Europe, en Europe de l’Est, en Afrique, au Brésil, au Mexique, en Russie, à Hong Kong.
À partir de février 2007, il est possible de s’inscrire à Gmail sans invitation, directement sur la page d’accueil, bien que Gmail soit encore annoncé comme étant en phase de bêta-test. Il reste possible d’envoyer une invitation type ou personnalisée depuis le menu de Gmail.
Le 13 septembre 2008, la première version d'Android est publiée et contient une application mobile pour Gmail[réf. nécessaire].
Le 7 juillet 2009, Google annonce la fin du statut de bêta pour Gmail.
Le 22 octobre 2014, Google lance Google Inbox comme alternative à Gmail, avec comme principal intérêt celui de trier ses courriels automatiquement, de manière « intelligente ». Inbox ferme en avril 2019.

### Publicité
Lors de l’utilisation du webmail, des publicités ciblées AdWords s’affichent en fonction du contenu des messages reçus et envoyés. Pour cela, des robots analysent le contenu des messages et peuvent le mettre en relation avec les recherches effectuées sur le moteur de recherche Google grâce à l’utilisation de cookies. Les détracteurs de Gmail estiment qu’il s’agit là d’une absence de respect de la vie privée. Les défenseurs rétorquent que d’autres sociétés le feraient aussi et que des anti-spams de services webmail analysent de la même manière les courriels.
La société Microsoft, lors du lancement de son service Office 365, a diffusé un clip satirique montrant un postier (« mailman », en anglais) lisant le contenu des courriers qu’il transportait et en parlant avec leurs destinataires. Portant le logo de Google Mail, il y était nommé Gmail Man.

### Développement des services
En février 2006, Google Talk, service de messagerie instantanée de Google a bénéficié d’une intégration de ses services dans Gmail. En effet, il est possible d’utiliser la plupart des fonctions de messagerie instantanée depuis la page Gmail, ce qui permet de chatter tout en consultant ses courriels ou vice versa. Cependant, pour quelques langues comme l’arabe, cette option est absente. Gmail offre aussi à présent la possibilité de conserver l’intégralité des conversations issues de Google Talk. Ces modifications sont symbolisées par l’apparition d’un petit logo Google Talk en dessous de celui de Gmail.
Depuis avril 2006, Gmail intègre un accès direct à Google Agenda. Une nouvelle amélioration a été ajoutée en mai, en donnant accès direct à Google Talk depuis Gmail. Désormais cette intégration de Google Talk dans Gmail est améliorée par un système de vidéo-conférence avec possibilité du mode plein écran.
Gmail existe sous forme d’application Java pour mobile afin d’avoir accès à sa boite de réception de façon plus rapide.
Le 1er avril 2009, Gmail vient de mettre en place les Labs et thèmes pour la version française de Gmail. Les Gmail Labs sont de petites extensions (56 en septembre 2010) qui permettent d’ajouter des fonctionnalités au service de courrier électronique. On y trouve de tout, de l’annulation de l’envoi d’un courrier à l’icône bêta sous le logo GMail, en passant par la prévisualisation des vidéos YouTube, des photos Picasa et Flickr.
Le 9 février 2010, Gmail déploie son nouveau service social sur Gmail : Google Buzz. Le service permet à l’utilisateur de partager photos, liens et commentaires avec ses contacts. Des suggestions de contenus lui sont aussi proposées. Google Buzz a été arrêté le 15 décembre 2011 pour laisser la place à Google+.
Depuis le 26 août 2010, Gmail propose un service de téléphonie VoIP intitulé « Call Phone ». À ce jour[Quand ?], le service est pleinement fonctionnel pour les utilisateurs américains et canadiens.
En septembre 2010, Google innove en créant une boîte de réception prioritaire. Le but est de faciliter la lecture des messages lorsqu’ils sont nombreux en mettant en avant les courriels qui sont les plus susceptibles d’avoir de l’importance. Il s’agit d’un robot sur les serveurs Google qui permet de trier les courriels comme prioritaires ou non prioritaires, les prioritaires étant marqués d’un rectangle jaune. Il est possible d’améliorer le service en cochant ou en décochant la notation.
En avril 2020, Google Meet, service de visioconférence développé par Google pour remplacer Google Hangouts bénéficie d'une intégration de ses services dans Gmail. Il est possible de créer une nouvelle réunion et d'en rejoindre une existante directement depuis la page Gmail.

### Identité visuelle

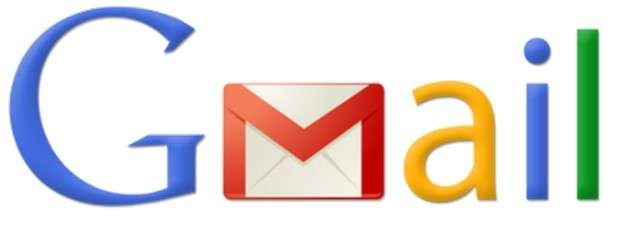
Logo utilisé de novembre 2010 au 29 mai 2013.
Logo utilisé du 30 mai 2013 au 6 octobre 2020.
Logo utilisé depuis le 7 octobre 2020.

## Sécurité

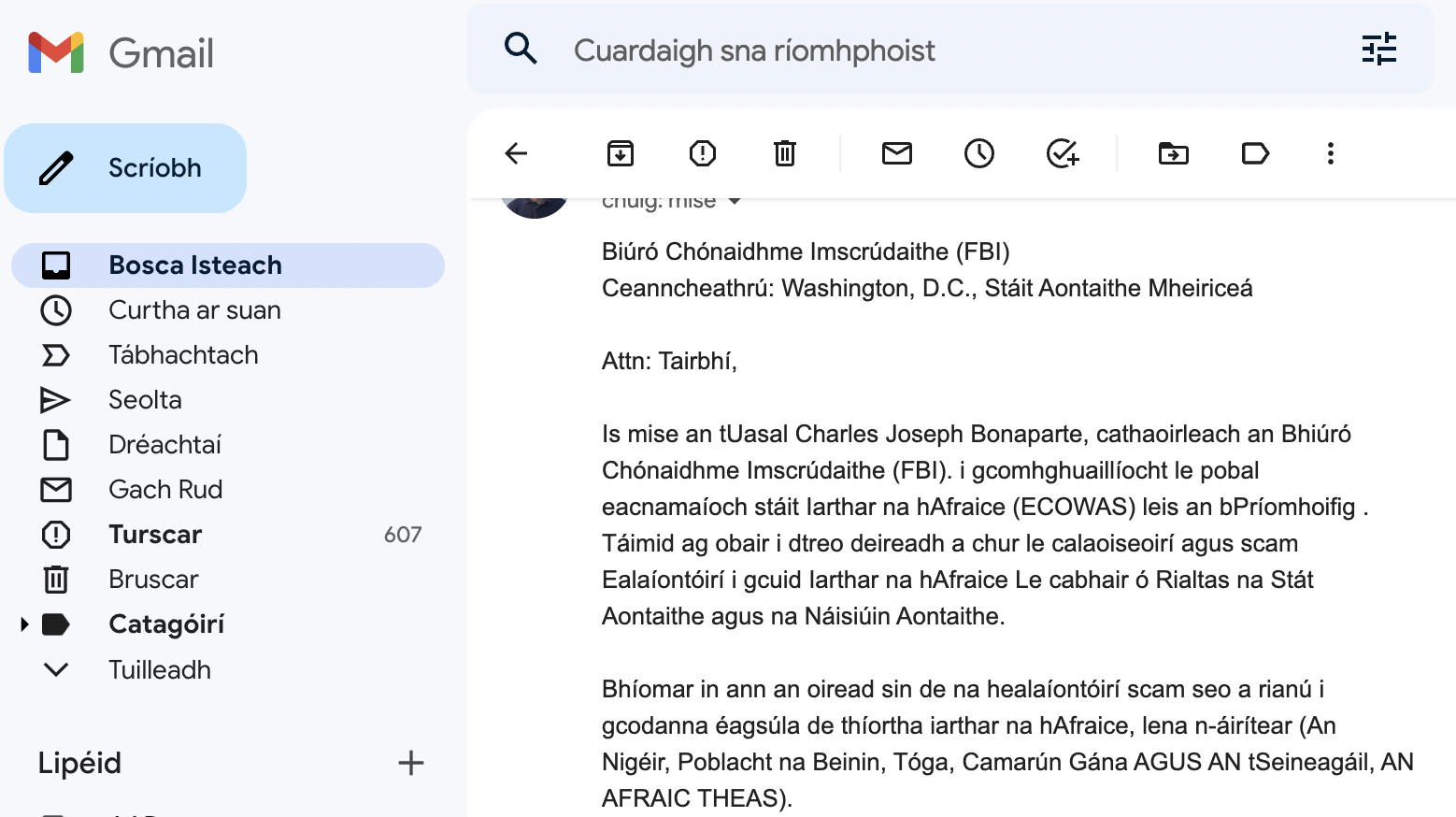
Capture d'écran d'un e-mail d'hameçonnage en langue irlandaise, clairement traduit avec Google Traduction.

Auparavant, Gmail utilisait une connexion non chiffrée pour récupérer les données des utilisateurs. Seule la page de connexion était chiffrée. Les utilisateurs pouvaient toutefois forcer Gmail à sécuriser la connexion en remplaçant l'URL http://mail.google.com/mail/ par https://mail.google.com/mail/, afin de réduire le risque d'écoute électronique des informations des utilisateurs, comme les courriels et les contacts, qui sont transmises en texte brut en tant que données JavaScript dans le code source de la page. Depuis juillet 2008, les utilisateurs pouvaient configurer un accès HTTPS pour Gmail dans les paramètres afin d'éviter tout accès non sécurisé via HTTP. Les accès via POP3 et IMAP utilisent le protocole Transport Layer Security (TLS). Désormais, Gmail propose par défaut une connexion HTTPS sécurisée.
Si d'autres clients de messagerie, comme Mozilla Thunderbird, utilisent le protocole TLS lors de l'envoi des courriels vers les agents de transfert des messages des domaines de destination, ce n'est pas le cas de Gmail (excepté en cas de prise en charge), car cela implique qu'à un moment du processus de transmission, les courriels sont en texte brut et non chiffrés.
Le 20 mars 2014, Google annonce la mise en œuvre d'améliorations de la sécurité dans Gmail à la suite des révélations faites en 2013 par Edward Snowden concernant les menaces sur la vie privée des internautes. L'envoi et la réception de tous les messages Gmail se font par le biais d'une connexion HTTPS chiffrée et « chaque message que vous envoyez ou recevez en interne, c'est-à-dire 100 % des courriels, est chiffré » sur les systèmes des entreprises,.
En 2007, Gmail fait face à de graves failles de sécurité, notamment avec des attaques de type cross-site scripting visant la page d'accueil google.com, ou encore le piratage d'informations via un fichier stocké sur le serveur de Google et contenant tous les contacts de l'utilisateur actuellement connecté. Les vulnérabilités révélées sur Internet ont été rapidement corrigées,.
Gmail inclut un système de filtrage antispam qui supprime automatiquement les messages signalés comme spams après 30 jours. Les utilisateurs peuvent désactiver cette fonction de filtrage en créant une règle dans laquelle tous les messages ignorent ce filtre. Les utilisateurs du protocole POP3 doivent vérifier le dossier Spam manuellement dans l'interface web puisque seuls les courriels envoyés vers la boîte de réception peuvent être récupérés via POP3. C'est l'un des inconvénients techniques du protocole POP3. En 2008, environ 75 % des courriels envoyés vers des comptes Gmail étaient filtrés comme spam.
Afin de garantir la sécurité des comptes, Paul Buchheit, le créateur de Gmail, a pris la décision d'appliquer un système visant à déguiser les adresses IP des utilisateurs de Gmail,.
Gmail analyse automatiquement les pièces jointes de tous les courriels entrants et sortants à la recherche de virus. Si un virus est détecté dans une pièce jointe que l'utilisateur tente d'ouvrir, Gmail essaie de supprimer le virus puis ouvre la pièce jointe nettoyée. Gmail analyse également toutes les pièces jointes des courriels sortants et empêche l'envoi des messages contenant un virus. Gmail n'autorise pas les utilisateurs à envoyer ou à recevoir des fichiers exécutables ou des archives contenant ce type de fichier.
Le 5 juin 2012, une nouvelle fonction de sécurité a été ajoutée pour protéger les utilisateurs contre les cyber-attaques orchestrées par les gouvernements. Dès qu'une analyse Google signale qu'une autorité gouvernementale a tenté d'accéder à un compte sans autorisation, Gmail affiche un message d'avertissement à l'attention de l'utilisateur le prévenant que son compte ou son ordinateur est victime d'une cyber-attaque dont l'auteur pourrait être un gouvernement,.
Le 11 avril 2013, le « gestionnaire de compte inactif » permet de paramétrer ou désactiver la suppression du compte considéré comme inactif. On peut choisir une suppression au bout de 3 mois à 18 mois. On peut aussi désactiver la suppression du compte inactif .
D'autres services de messagerie se réservent le droit de fermer un compte si celui-ci n'a pas été utilisé pendant une certaine durée parfois inférieure à neuf mois consécutifs. Yahoo! Mail désactive les comptes non utilisés après douze mois d'inactivité,.

### Vérification en deux étapes
Gmail prend en charge la validation en deux étapes, un type d'authentification à deux facteurs. Lorsque ce processus est activé, les utilisateurs qui se connectent sur un nouvel ordinateur sont invités à saisir leurs nom d'utilisateur et mot de passe, puis à valider leur identité à l'aide d'une deuxième méthode. En général, les utilisateurs doivent saisir un code à 6 chiffres qui leur est envoyé par SMS ou par message vocal. Les utilisateurs peuvent également configurer une application mobile compatible, comme Google Authenticator, qui génère automatiquement les codes. Cela permet aux utilisateurs d'accéder à leur compte même si le réseau téléphonique n'est pas disponible.
Le 21 octobre 2014, Google annonce l'intégration de la norme Universal Second Factor (U2F) dans le navigateur Chrome qui permet l'utilisation d'une clé de sécurité physique pour la validation en deux étapes,,. Les utilisateurs peuvent choisir d'utiliser la clé de sécurité U2F comme méthode principale pour la validation en deux étapes au lieu des codes de validation communiqués par SMS ou générés sur leurs téléphones. La clé de sécurité offre une meilleure protection contre l'hameçonnage que les codes à 6 chiffres et ne requiert pas l'utilisation d'un appareil mobile.

### Pornographie infantile sur Gmail
Google s'est associé à l'organisation National Center for Missing & Exploited Children (NCMEC) pour lutter contre la pornographie infantile en recherchant sur les serveurs Gmail tout élément de maltraitance envers les enfants. En collaboration avec le NCMEC, Google a créé une base de données répertoriant les photos à caractère pédopornographique. Chaque image se voit attribuer une empreinte numérique unique. Google analyse ensuite le contenu Gmail à la recherche de ces empreintes numériques. Google signale toute image suspecte aux autorités.

### Lutte contre l'hameçonnage
Afin de lutter contre l'hameçonnage (ou phishing), Google annonce le lancement pour son produit du projet pilote BIMI, avec un nombre limité d'utilisateurs concernés dans un premier temps. Il s'agit d'un pilote impliquant des indicateurs de marque pour l’identification des messages, c’est-à-dire une identification visuelle officielle et vérifiée du correspondant, comme l'affichage du logo de l'entité dans le mail.

## Conformité au Règlement général sur la protection des données dans l'Union européenne
En juillet 2022, à la suite d'une déclaration de compromission dans la sécurité des données en 2020 par la ville de Helsingør, l'autorité de protection des données du Danemark Datatilsynet déclare que l'usage dans les écoles danoises des Chromebooks et de Google Workspace —incluant Gmail, Google Docs, Calendar and Google Drive— est non conforme au Règlement général sur la protection des données européen (RGPD).

## Utilisateurs
Google annonçait 900 millions d'utilisateurs actifs en mai 2015, lors de la conférence Google I/O.
En usage gratuit, 500 messages peuvent être envoyés par jour avec la limite de 500 destinataires (100 destinataires en utilisant POP ou IMAP) et la limite de 2 000 courriels par jour.

### Blocage en Chine
Depuis le milieu de l'année 2014, Gmail était partiellement bloqué en Chine. Depuis le 27 décembre 2014, la république populaire de Chine bloque l'accès à Gmail, comme c'était déjà le cas pour Twitter, Facebook et YouTube. Il s'agit, du point de vue chinois, de défendre la souveraineté du pays sur ce qui se passe sur internet au sein de ses frontières, et sa capacité à le censurer.

## Intégration à Google Apps
Le 10 février 2006, Google présente Gmail For Your Domain (Google pour votre domaine), incluant un ensemble de services Google à destination des entreprises. Le service a depuis évolué en Google Apps, puis G4W, et comprend les versions personnalisables de Google Agenda, Google Page Creator, etc. Avec plusieurs éditions disponibles, ce service cible aussi bien les PME que les grandes entreprises.
Google Apps Partner Edition, une offre destinée aux fournisseurs d'accès à internet et portails, inclut des comptes Gmail personnalisables ainsi que d'autres services Google (comme Agenda et Docs).

#### Utilitaires pour Gmail
- Gmail Notifier, Notify, Gmail manager : Notification d’arrivée de courriel
- Google Hangouts : Messagerie instantanée (Avant Google Talk)
- Gmail Backup : Sauvegarde de compte Gmail

#### Gmail comme espace de stockage
- GSpace : Extension Firefox (Windows, Linux, Mac OS)
- Gmail Drive : Windows
- GmailFS : Linux, Windows